# Двадцять перша династія єгипетських фараонів
XXI династія — одна з династій фараонів, що правили в Стародавньому Єгипті під час так званого Третього перехідного періоду.
XXI династію називають «Таніською», оскільки її політичний центр розташовувався в Танісі.

## Історія
Євсевій Кесарійський, цитуючи Манефона, наводить імена 7 фараонів, які правили 130 років. Сучасні єгиптологи хронологічно правління династії відносять до:
- 1085—950 рр. до н. е. (135 років) — за Е. Бікерманом.
- 1070/1069-946/945 рр. до н. е. (бл. 125 років) — за Ю. фон Бекератом.
- бл. 1076–944 рр. до н. е. (бл. 130 років) — за Е. Хорнунгом, Р. Крауссом та Д. Уорбертоном.

Після смерті Рамзеса III почався занепад царської влади в Стародавньому Єгипті. В результаті після смерті Рамзеса XI і закінчення правляння XX династії до влади прийшов верховний жрець Амона в Фівах — Херіхор. Однак паралельно виникла XXI династія, засновник якої, Смендес, був одружений з донькою Рамзеса XI. Фараони XXI династії володарювали в Танісі, але реальну владу вони мали лише в Нижньому Єгипті, який вони контролювали. При цьому області Верхнього і Середнього Єгипту опинилися під владою верховних жерців Ра з Фів і не підкорялися правителям з XXI династії.
Останнім фараоном XXI династії був Псусеннес II, після його смерті на трон зійшов Шешонк I, засновник XXII (Лівійської) династії..

## Список фараонів
| Фараон                 | Ім'я за Манефоном | Повне ім'я              | Правління            | Примітки                                                                  |
| ---------------------- | ----------------- | ----------------------- | -------------------- | ------------------------------------------------------------------------- |
| Смендес (Несбанебджед) | Смендес           | Неджхефер Сетепенра     | 1077 — 1051 до н. е. | За Манефоном 1-й фараон XXI династії, який правив 26 років                |
| Аменемнісу             | —                 | Неферкара Хекуасет      | 1051 — 1047 до н. е. |                                                                           |
| Пінеджем I             | —                 | Хеперкара Сетепнамон    | 1062 — 1039 до н. е. | Верховний жрець Амона в Фівах, проголосив себе фараоном Верхнього Єгипту. |
| Псусеннес I            | Псусеннес         | Акхеперра Сетепнамон    | 1047 — 1001 до н. е. | За Манефоном 2-й фараон XXI династії, який правив 41 рік                  |
| Аменемопет             | Аменофіс          | Усермаетра Сетепнамон   | 1001 — 992 до н. е.  | За Манефоном 4-й фараон XXI династії, який правив 9 років                 |
| Осоркон Старший        | Осохор            | Акхеперра Сетепенра     | 992 — 986 до н. е.   | За Манефоном 5-й фараон XXI династії, який правив 6 років                 |
| Сіамон                 | Псінахес          | Нетджерхеперра Меріамон | 986 — 967 до н. е.   | За Манефоном 6-й фараон XXI династії, який правив 9 років                 |
| Псусеннес II           | Псусеннес         | Тьєтхеперура Сетепенра  | 967 — 943 до н. е.   | За Манефоном 7-й фараон XXI династії, який правив 35 років                |